# Psellocoptus
Genre
Psellocoptus est un genre d'araignées aranéomorphes de la famille des Corinnidae.

## Distribution
Les espèces de ce genre sont endémiques du Venezuela.

## Liste des espèces
Selon World Spider Catalog (version 17.5, 13/10/2016) :
- Psellocoptus buchlii Reiskind, 1971
- Psellocoptus flavostriatus Simon, 1896
- Psellocoptus prodontus Reiskind, 1971

## Publication originale
- Simon, 1896 : Descriptions d'arachnides nouveaux de la famille des Clubionidae. Annales de la Société Entomologique de Belgique, vol. 40, p. 400-422 (texte intégral).